# Vatanabe Takesi
Vatanabe Takesi (渡辺 毅; Hepburn: Watanabe Takeshi)(Fudzsieda, 1972. szeptember 10. –) japán válogatott labdarúgó.

## Klub
1995-ben a Kashiwa Reysol csapatához szerződött. 281 bajnoki mérkőzésen lépett pályára és 17 gólt szerzett. 2004-ben vonult vissza.

## Nemzeti válogatott
1997-ben debütált a japán válogatottban. A japán válogatottban 1 mérkőzést játszott.

## Statisztika
| Japán válogatott | Japán válogatott | Japán válogatott |
| Időszak          | Mérk.            | gól              |
| ---------------- | ---------------- | ---------------- |
| 1997             | 1                | 0                |
| Összesen         | 1                | 0                |